# Saint-Julien-du-Pinet

Saint-Julien-du-Pinet este o comună în departamentul Haute-Loire, Franța. În 2009 avea o populație de 451 de locuitori.